# Чёлка
Чёлка — необязательный элемент причёски в виде волос, ниспадающих на лоб или щёки. Происходит от устаревшего слова — чело. Функционально может закрывать дефекты лба и лица. Символически является атрибутом ряда культур, например, Древний Рим, Древний Египет или субкультуры эмо-киды.

## Виды чёлки
- по длине: длинная или короткая
- по объёму: густая (объёмная, плотная) или прореженная («жидкая»)
- по типу укладки: естественная или завитая («чёлка мамонта»), приподнятая или опущенная
- по форме:
  - прямая (ровная, в духе 20-х годов) или боковая (косая, скошенная)
  - филированная («рваная», с «щипаными» концами)
  - простая или фигурная (сложная)
  - треугольная классическая или треугольная «египетская»
  - одноярусная или многоярусная
  - симметричная или асимметричная
- по типу моделирования причёски: чёлка как самостоятельная деталь стрижки или как составная часть стрижки

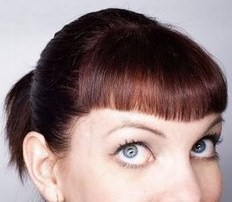
Женская чёлка
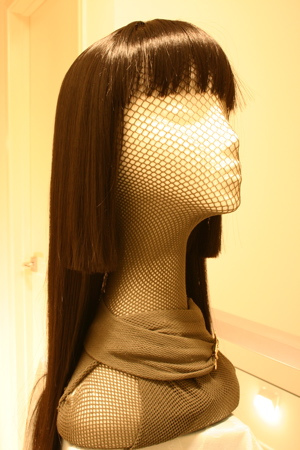
Чёлка у парика
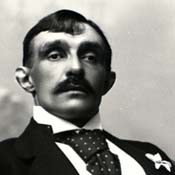
Чёлка в мужской причёске